# Asquith Motor Company
Asquith Motor Company Ltd. es una empresa británica fabricante de vehículos comerciales, que lleva construyendo vehículos desde 1981 y originalmente estaba basada en Braintree, Essex. La empresa fue fundada por Bruce West, quién diseñó el logotipo, creó el nombre y diseñó los primeros vehículos. Su idea era la de crear automóviles modernos pero que incluyeran el potencial de la publicidad en masas a través del atractivo de los vehículos históricos. En 1984, West vendió los moldes a Hunnable Holdings, de Yeldham, Essex.

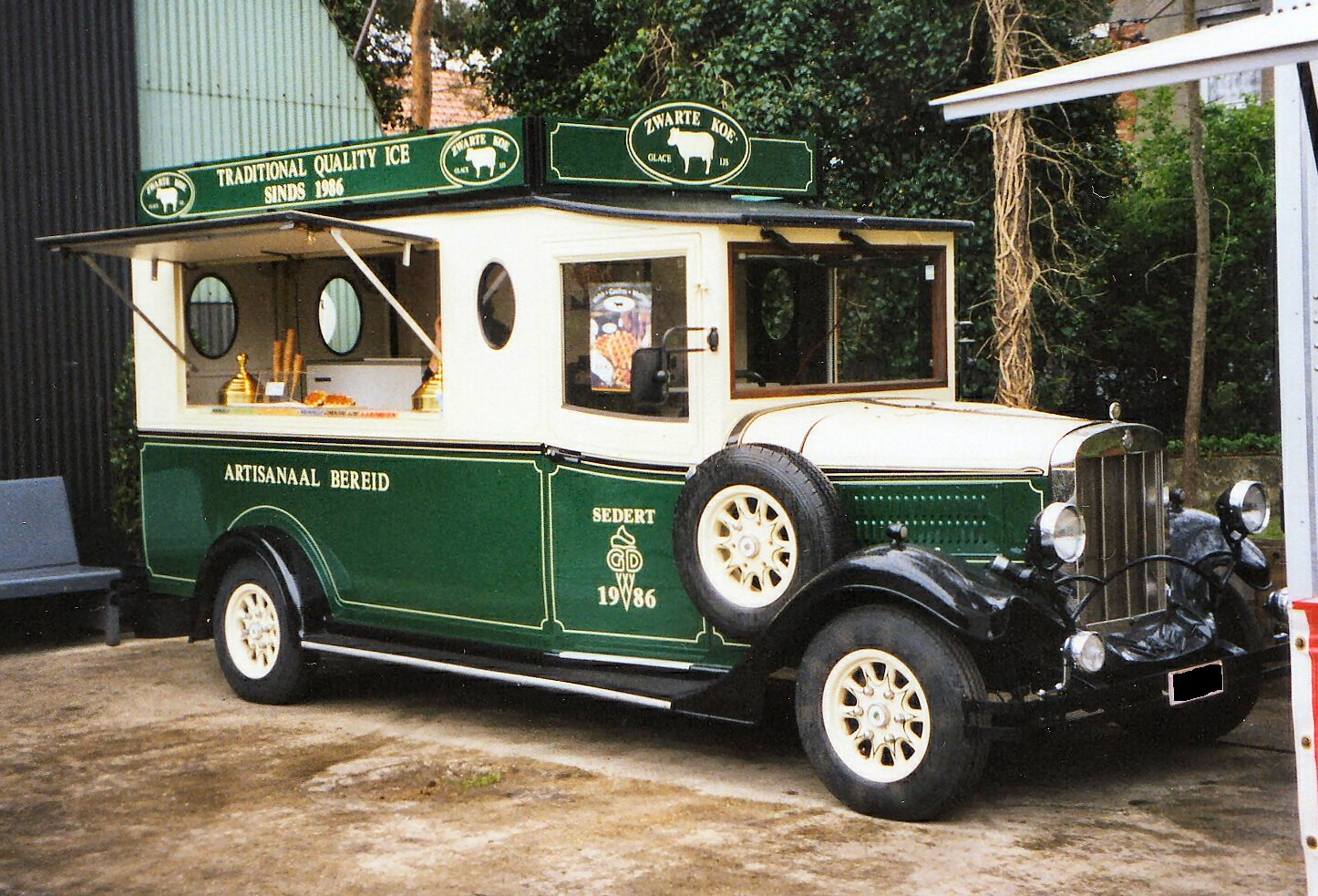
Un Asquith de reparto, en Bélgica.

## Historia
West empezó a construir furgonetas de reparto de estilo «Retro» basadas en el chasis de la Ford Transit en 1982. Estos modelos eran reconstrucciones de las antiguas furgonetas Austin 12, que en poco tiempo empezaron a sufrir problemas técnicos y de calidad. Hacia 1991 la empresa anunció la fabricación de un taxi con un estilo típico de los años 1930, que cumpliría los estándares de la Public Carriage Office de Londres a través de un chasis hecho a propósito, aliándose para ello con la empresa LTI.
La empresa se estableció originalmente en Braintree, lugar en el que Asquith empleó a 30 artesanos a jornada completa, que fabricaron a mano alrededor de 1000 unidades, siendo muchos de ellos exportados a países como Paraguay, Japón y Estados Unidos, aunque Alemania siempre ha sido su mayor mercado de exportación.
A finales de los años 1990, tras la venta de la compañía a Hunnables, la empresa experimentó algunos retos. El coste de la fabricación había aumentado, el precio de la investigación y desarrollo de los nuevos vehículos, como el taxi de Londres, se había disparado; y un gran pedido desde Japón había sido cancelado debido al incremento en la tasa de cambio. Fue por esto por lo que Asquith se vio forzada a entrar en quiebra. Debido a esto, una parte de la empresa fue vendida a la Shanghái Automotive Industry Corporation; de aquí salió un proyecto para fabricar el conocido como «taxi de Londres» en tierras de China.
La compañía fue adquirida por los liquidadores de Mike Edgar en 1997. Construyó un equipo de diseñadores liderado por Paul Keegan y un grupo de ingenieros liderado por Eddie Parsons. Se necesitó una mayor inversión para sacar adelante a la empresa, y poco después Mike descubrió que la fabricación en el Reino Unido era demasiado cara, por lo que buscó asociaciones en otros países. Por ahora, se han establecido relaciones con terceras compañías sitas en Barcelona, España y Katowice en Polonia.
En 2003 los moldes de fabricación y los derechos de propiedad intelectual fueron adquiridos por Simon Rhodes y se fundó Asquith Motor Company Ltd, con el fin de desarrollar nuevas versiones de los vehículos originales. Debido a varios temas con respecto a la calidad de fabricación, el idioma y la distancia con sus asociados en el extranjero, se decidió que dejaran de producir sus vehículos.
En 2005, Asquith Motor Company Ltd compró los activos de Vintage Motor Company Ltd, basada en Doncaster. Los principales bienes de la compañía incluían el Royale Windsor (una limusina inspirada en los años 1940) y el Royale Sabre (un automóvil deportivo de la misma época). Se espera que estos vehículos sean fabricados en un futuro.
Hacia 2009, Asquith Motor Company Ltd nombró a John Barlow, un conocido y respetado diseñador e ingeniero, para que desarrollara nuevos moldes para los modelos Shire y Mascot, que se basan en el chasis del Iveco Daily. El lanzamiento de estos vehículos se realizó a principios de 2010 y ha habido solicitudes de parte de empresas de todo el mundo, que aprecian el estilo clásico para publicitar sus negocios.

## Modelos
- Asquith Mascot
- Asquith Shetland
- Asquith Shire